# Late bloomer
Se le llama late bloomer (en español: flor tardía) a la persona cuyo talentos o capacidades no son visibles para los demás hasta más tarde de lo habitual. El término se usa metafóricamente para describir a un niño o adolescente que se desarrolla más lentamente que otros en su grupo de edad, pero eventualmente alcanza y en algunos casos supera a sus pares, o un adulto cuyo talento o genio en un campo determinado sólo aparece más tarde en la vida de lo normal, en algunos casos sólo en la vejez.
Aunque existe una percepción común de que el desarrollo intelectual alcanza su punto máximo en un adulto joven y luego disminuye lentamente a medida que aumenta la edad, esto puede ser simplista. Aunque la capacidad de formar nuevos recuerdos y conceptos puede efectivamente disminuir, la persona mayor tiene la ventaja del conocimiento acumulado, las asociaciones entre conceptos y las técnicas mentales que pueden darle una ventaja en algunos campos.

## Ejemplos notables

### Actuación
- Meryl Streep no se graduó en la Escuela de Drama de Yale hasta los 27 años.
- Alan Rickman no comenzó su carrera hasta los 28 años, habiendo dirigido antes una empresa de diseño gráfico. No tuvo su primera oportunidad real en el teatro hasta los cuarenta años.
- Danny Aiello no empezó a actuar hasta los 40 años.
- Richard Farnsworth se convirtió en actor después de cuarenta años como especialista, aunque había tenido algunos pequeños papeles no acreditados cuando era más joven.
- Ellen Albertini Dow obtuvo su primer crédito cinematográfico cuando tenía 68 años.
- Rodney Dangerfield fue un actor y comediante que realmente no comenzó hasta los 42 años. Había trabajado en clubes cuando era más joven, pero lo dejó para trabajar como vendedor.
- La ganadora del BAFTA, Liz Smith, no se convirtió en actriz profesional hasta los 50 años.
- Kathryn Joosten también tuvo un comienzo tardío, comenzando a actuar a los 42 años en el teatro comunitario.
- Brendan Gleeson, que apareció como Mad Eye Moody en las películas de Harry Potter y junto a Colin Farrell en In Bruges, empezó a actuar profesionalmente a los 32 años, habiendo trabajado previamente como profesor de escuela.
- Sylvester Stallone tenía 30 años cuando escribió y protagonizó la primera película de Rocky. A lo largo de su vida, ha sometido su cuerpo a rigurosas rutinas de entrenamiento para sus papeles cinematográficos. En particular, a los 43 años, desarrolló su ahora famoso físico en Rambo III, que le valió el nombre de «cuerpo de los años 80».

### Política
- Václav Havel, nacido en 1936, fue un dramaturgo y escritor interesado en los derechos humanos. Se convirtió en la voz de la oposición en Checoslovaquia en la década de 1980 y en presidente de ese país a los 53 años, tras el colapso del régimen comunista en 1989.
- Donald Trump fue el primer presidente de los Estados Unidos en alcanzar la edad de 70 años antes de su elección a la presidencia y el primero en alcanzar dicha década antes de asumir el cargo, también como el primer presidente de Estados Unidos en asumir el cargo sin ninguna experiencia militar o política previa.
- Melchora Aquino era una campesina filipina sin educación, madre de seis hijos, que se convirtió en activista en la lucha por la independencia de España. Conocida como «la Mujer Magnífica de la Revolución», tenía 84 años cuando estalló la Revolución filipina en 1896.

### Deportes
- Jamie Vardy es el caso más famoso de un late bloomer en el ámbito deportivo. Tenía 25 años cuando debutó en la English Football League. Desde entonces ha disputado más de 300 apariciones en la Premier League con el Leicester City, fue el máximo referente de aquel Leicester ganador de la Premier League 2015-16, ganó la Bota de Oro liguera y ha disputado 26 apariciones con la Selección de fútbol de Inglaterra.
- Francis Ngannou empezó como luchador profesional de artes marciales mixtas en 2013 a los 27 años, y dos años más tarde firmaría con la promoción Ultimate Fighting Championship (UFC), donde obtuvo una récord de 12–2 y ganó el Campeonato de Peso Pesado de UFC a sus 35 años. Todo ello en menos de una década y tras haber superado la pobreza extrema.
- Kurt Warner, que ingresó a la NFL a los 28 años, llegó a convertirse en dos veces MVP y campeón del Super Bowl con los Rams.
- Hakeem Olajuwon no tocó una pelota de baloncesto hasta los 15 años, pero su atletismo y sus fundamentos deportivos, fútbol y balonmano lo ayudaron a avanzar como uno de los grandes grandes que jamás haya jugado en la NBA.